# Marc Crapez
 (février 2019).
 (février 2019).
Marc Crapez, né en 1969, est un politologue français.
Il est chercheur associé au laboratoire Sophiapol de l'université Paris Ouest Nanterre La Défense.

## Biographie
Marc Crapez, né en 1969, est docteur en droit, diplômé d’études approfondies en Histoire des Institutions et des Idées Politiques (Aix-Marseille III) et en Sciences Sociales et Philosophie de la Connaissance (Paris IV-Sorbonne).
Marc Crapez a été responsable de la chronique « Livres » de la revue de la Fondation pour l'innovation politique jusqu’au 8e et dernier numéro[réf. nécessaire].

## Publications

### Naissance de la gauche, suivi dePrécis d'une droite dominée
Marc Crapez a publié en 1998 un article « De quand date le clivage gauche/droite en France ? » dans la Revue française de science politique, que le journaliste Sylvain Allemand chronique dans sa rubrique « Échos des recherches » dans la revue de vulgarisation Sciences humaines. Naissance de la gauche, suivi de Précis d'une droite dominée approfondit cet article.
Marc Crapez remet en question l’interprétation des origines de la droite et de la gauche. Au XIXe siècle, ces étiquettes parlementaires d'usage intermittent n’auraient pas de portée doctrinale. Le clivage politique daterait seulement de 1900 et non pas de 1789. Il serait le produit de tactiques politiques plus que de préoccupations sociales.
Selon le journaliste Éric Conan dans un article publié dans L'Express, sur la distinction gauche/droite : « les travaux de Marcel Gauchet et Marc Crapez ont montré qu'il ne s'agissait que d'une commodité arrêtée entre parlementaires, sans grande signification politique ».
L'auteur délimite une typologie de la gauche au XXe siècle, divisée en gauche sociale, gauche politique et gauche idéologique. Il identifie le mécanisme du « débordement par la gauche », qui consiste à désarçonner un interlocuteur en lui tenant un discours encore plus à gauche que le sien. Il montre l’antinomie entre les promesses d’accroissement des libertés publiques et de réduction des inégalités sociales.
- Naissance de la gauche, suivi de Précis d'une droite dominée, préface de Guy Hermet, Paris, Éditions Michalon, 1998, VI-316 p.  (ISBN 2-84186-086-8) (BNF 36979528)

### Défense du bon sens
Défense du bon sens définit le sens commun comme l’appréciation logique que porte la sagesse ordinaire.
La « règle du demi-savoir », fondée par Érasme, enseigne qu’une zone « grise » sépare les connaissances courantes des connaissances savantes. Ceux qui méprisent le bon sens cèdent au dogmatisme d’un personnage bien connu de la philosophie et de la littérature : le pédant ou Trissotin de Molière. Il faut distinguer les intellectuels, dénonciateurs du bon sens, des hommes d’étude et de réflexion que le bon sens préserve de l'esprit systématique.
- Défense du bon sens ou La controverse du sens commun, Monaco-Paris, Éditions du Rocher, « Démocratie ou totalitarisme », 2004, 139 p.  (ISBN 2-268-05009-2) (BNF 39167935)

### La Gauche réactionnaire
Le titre de l'ouvrage fait écho à une étude célèbre de l'historien Zeev Sternhell (La Droite révolutionnaire). Il porte en particulier sur l’athéisme et le socialisme,.
Crapez y étudie l'émergence d'un courant « social-chauviniste » de gauche qui participerait également à la crise boulangiste. Cette tradition où se rencontrent à la fois les idéaux révolutionnaires et l'antisémitisme serait illustrée au XXe siècle par Louis-Ferdinand Céline, pour ne mentionner que le plus célèbre. L'antisémitisme de gauche au XIXe siècle est un recueil de textes présentés et annotés,.
- La gauche réactionnaire : mythes de la plèbe et de la race, préface de Pierre-André Taguieff, Paris, Berg international, « Pensée politique et sciences sociales », 1996, XIV-339 p.  (ISBN 2-911289-07-2) (BNF 37528473)

### Autres publications
- Éloge de la pensée de droite : et autres arguments pour contrer la gauche[2].
- L'antisémitisme de gauche au XIXe siècle, Paris, Berg international, 2002, 123 p.  (ISBN 2-911289-43-9) (BNF 38866963)
- Un besoin de certitudes : anatomie des crises actuelles, éd. Michalon, 2009, 280 p.  (ISBN 978-2-84186-516-1) (BNF 42132221)

## Idées
En 2010, Marc Crapez publie son cinquième ouvrage Un besoin de certitudes. Anatomie des crises actuelles. Il y développe entre autres des considérations sur le libéralisme, le protectionnisme et la désindustrialisation en France : « le libéralisme [serait] surtout une philosophie ». Depuis vingt ans, les souverainistes auraient été selon lui les seuls à attirer l’attention sur le problème de la désindustrialisation, et les libéraux les seuls à attirer l’attention sur le problème de l’endettement public.
L’antilibéralisme reposerait sur un malentendu qui assimile le libéralisme au libre-échangisme dogmatique.
On pourrait dépasser cette question en insistant sur les valeurs et aspirations communes qui réunissent libéraux et antilibéraux.
Il fait campagne en faveur du non au traité européen en 2005. Il voit dans l’inflation du mot populisme dans les débats publics une forme d’élitisme. Il est opposé à l’intervention en Libye, soulignant les risques de contrecoups internes et de propagation à des zones sahéliennes comme le Mali.
À la mort de Ben Laden, il estime que « le déclin d’Al-Qaida ne signifie pas celui du terrorisme islamiste ».
Il pense que les « révolutions [arabes] ne font que commencer » et que c’est « l’inattendu qui surgit en histoire ». En dépit de revers transitoires, les révolutions arabes peuvent réussir une « longue marche vers la démocratie ».